# Disque phonographique
Pour les articles homonymes, voir Disque.

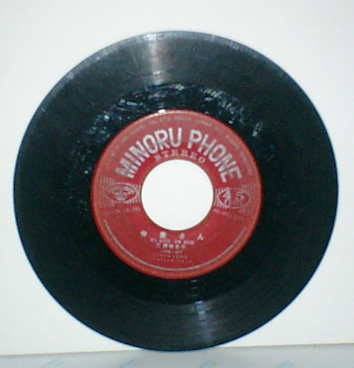
Single-Record

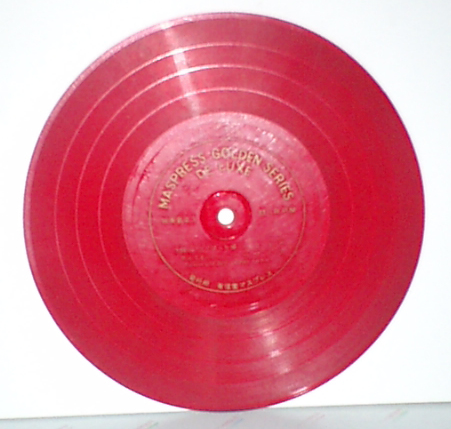
Sonosheet

Un disque phonographique est un disque de métal, de cire, de gomme-laque, ou de matière thermoplastique (vinyles) qui possède des propriétés d'enregistrement et/ou de reproduction mécanique du son.

## Principe
Un disque phonographique est un support analogique de sons enregistrés. Sa forme la plus connue est, comme son nom l'indique, une galette plate et circulaire en matière synthétique. Un unique sillon en forme de spirale est creusé sur chaque face.
Le son est gravé simultanément en déviant légèrement le parcours du sillon par de petites modulations sinueuses latérales correspondant au signal sonore. Ces modulations sont réparties sur chacune des deux parois du sillon pour les disques stéréophoniques.
Le plateau motorisé du gramophone puis du tourne-disque entraîne le disque à une vitesse angulaire constante. Dans le sillon, on pose une aiguille ou un diamant relié mécaniquement à une tête piézoélectrique ou électromagnétique, fixée au bout d'un bras sur pivot. Cette tête restitue sous forme de signal électrique, les modulations, éventuellement amplifiées ensuite.
L'enregistrement analogique sur disque constitua la technologie la plus répandue de l'enregistrement du son durant le XXe siècle.

## Histoire

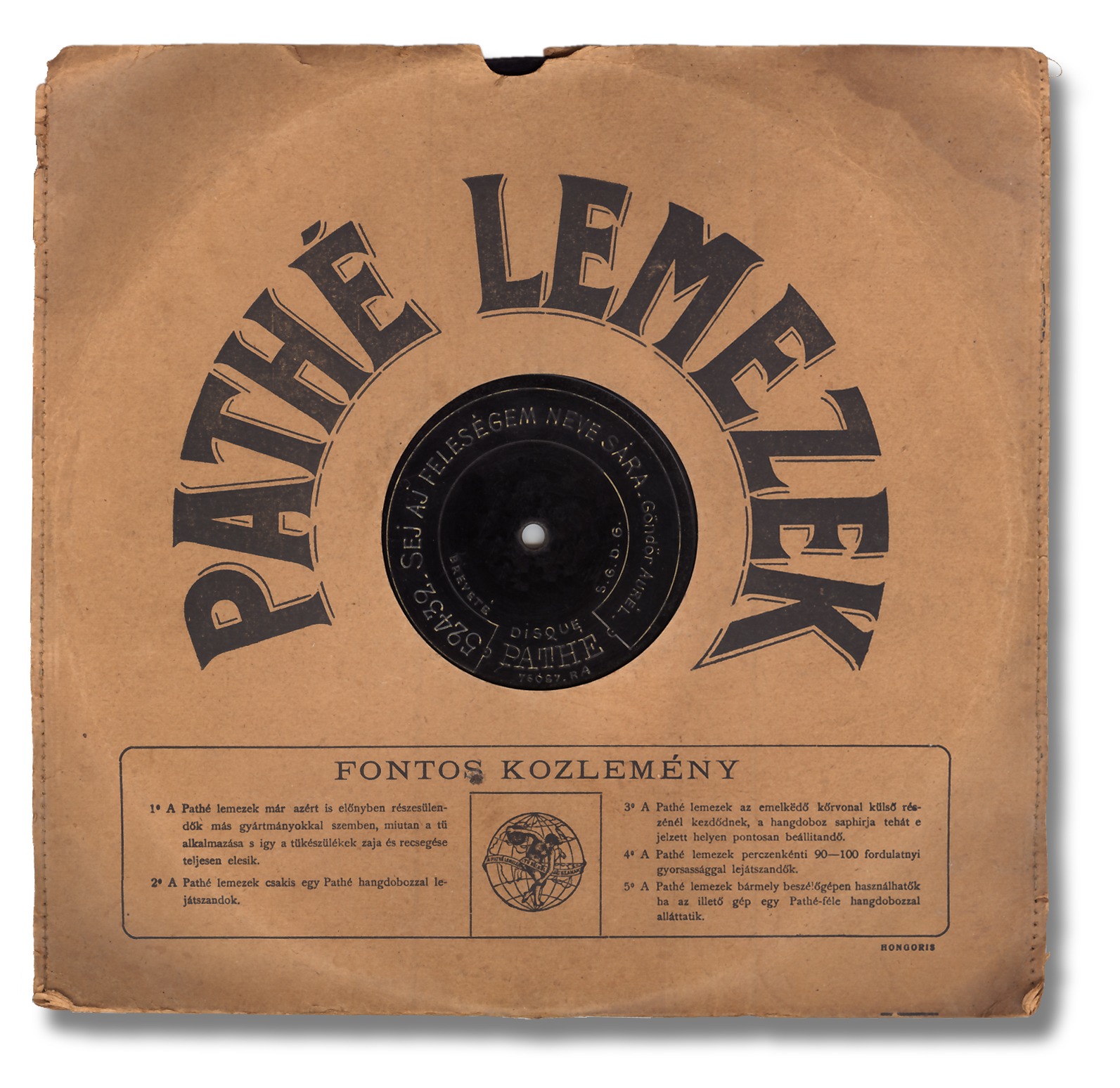
Pathé disque

- 1887 : Émile Berliner propose une machine à disque de zinc et à gravure horizontale du son. Thomas Edison utilise de son côté un cylindre et une gravure verticale, découlant de la réalisation du procédé de Charles Cros déposé à l'Académie des Sciences en 1877.
- 1901 : L'ingénieur Eldrige R. Johnson apporte des perfectionnements et crée aux États-Unis la Victor Talking Machine Company.
- 1902 : Columbia Graphophone Cy s'approprie un brevet de fabrication de disques en cire.
- 1904 : Le label Odeon commercialise pour la première fois des disques enregistrés en double face et de format 25 et 30 cm.
- 1907 : La Victor Talking Machine Company et la Gramophone Company se répartissent le marché international de l'enregistrement sonore[1].
- 1925 : L'enregistrement électrique remplace l'enregistrement acoustique ; les appareils électriques de lecture suivront au cours des années 1930.
- 1948 : CBS (Columbia Broadcasting System) met au point le LP, ou disque microsillon 33 tours en vinyle.
- 1949 : RCA lance le disque microsillon 45 tours en vinyle.
- 1955 : Développement de l'enregistrement stéréophonique.
- 1981 : Philips et Sony signent un accord sur le brevet de disque audionumérique ou disque compact (CD) permettant le développement d'un standard unique dont le lancement intervient l'année suivante au Japon et aux États-Unis, puis en Europe.

## Formats par ordre chronologique
| Origine          | Année | Face       | Diamètre (cm)         | Vitesse (tr/min) | Phonie       | Gravure   |
| ---------------- | ----- | ---------- | --------------------- | ---------------- | ------------ | --------- |
| Berliner         | 1894  | mono face  | 7 pouces (18 cm)      | 70               | monophonique | latérale  |
| Victor           | 1906  | doubleface | 12 pouces (30 cm)     | 78               | mono         | latérale  |
| Pathé            | 1905  | mono face  | 9 pouces 1/2 (24 cm)  | 90 à 100         | mono         | verticale |
| Pathé            | 1906  | mono face  | 11 pouces 1.2 (29 cm) | 90 à 100         | mono         | verticale |
| Edison (Diamond) | 1912  | double     | 10 pouces (25 cm)     | 80               | mono         | verticale |
| Columbia         | 1948  | doubleface | 12 pouces (30 cm)     | 33 1⁄3           | mono         | latérale  |
| RCA              | 1949  | doubleface | 7 pouces (18 cm)      | 45               | mono         | latérale  |

## Réglage de vitesse
Le tableau croisé suivant indique, en fonction du niveau d'enregistrement et du nombre de tours par minute selon la taille du support, le temps d'enregistrement à respecter.
| Temps (min)/dB      | −3 dB | −2 dB | −1 dB | 0 dB | +1 dB | +2 dB | +3 dB | +4 dB | +5 dB | +6 dB |
| ------------------- | ----- | ----- | ----- | ---- | ----- | ----- | ----- | ----- | ----- | ----- |
| Master 12" 45 tours | _     | _     | _     | _    | _     | _     | _     | _     | 10    | 9     |
| Master 12" 33 tours | 24    | 22    | _     | 20   | 18    | 17    | 16    | 15    | 13    | 12    |
| Master 10" 45 tours | _     | _     | _     | _    | _     | _     | _     | _     | _     | _     |
| Master 10" 33 tours | 16    | _     | 15    | 14   | 13    | 12    | _     | 11    | 10    | 9     |
| Master 7" 45 tours  | _     | _     | _     | _    | _     | _     | 4     | _     | _     | 3     |
| Master 7" 33 tours  | 7     | _     | _     | 6    | _     | _     | _     | _     | _     | 4     |

### Calculs techniques
Sur un 33⅓ tours de 30 cm de diamètre par exemple, donc de circonférence de 94,25 cm (π*30 = 94,25) et tournant à 0,56 tour/s (33⅓ / 60 = 0,56), la vitesse linéaire en début d'audition sera donc de 52 cm/s. Les fréquences sonores de 20 Hz à 20 kHz correspondent donc au départ du disque à des oscillations de longueur (52 cm/s / fréquence), soit 2,6 cm à 0,026 mm, tout à fait compatibles avec la gravure d'un microsillon.